# Еберхард I фон Андлау
Еберхард I фон Андлау (на немски: Eberhard I von Andlau; † сл. 1227) е благородник от род „Андлау“ от Долен Елзас/Гранд Ест, споменат 1214 г.
Той е син на Рудолф I де Анделае † сл. 1208), споменат 1181 г., и неизвестната му по име съпруга.
Роднина е на Ото, епископски-щрасбургски „вицедоминус“ на абатството Андлау, споменат в документ през 1144 г., и на Гунтер фон Андлау († 21 януари 1170), абат в манастир „Ст. Блазиен“ в Южен Шварцвалд (1141 – 1170).
Между 1246 и 1264 г. господарите фон Андлау построяват замък „Бург Хох-Андлау“ на 451 m над град Андлау, който остава тяхна собственост до Френската революция (1789 – 1799).
През 1676 г. император Леополд I издига рода на имперски фрайхер. През 1773 г. Луи XV одобрява „бароната“ на цялата фамилия. През 1750 г. някои клонове на фамилията са издигнати на френски граф. Хуберт Йозеф фон Андлау получава през 1815 г. наследствената австрийска титла граф.

## Фамилия
Еберхард I фон Андлау се жени за Гертруд († сл. 1227), вер. вдовица на фон Ратзамхаузен. Те имат един син:
- Еберхард II фон Андлау (* 1220; † 9 септември 1264), женен за Аделхайд фон Флекенщайн (* 1225; † сл. 1267), дъщеря на Хайнрих I фон Флекенщайн († сл. 27 февруари 1259) и Кунигунда фон Барендорф. Те имат два сина:
  - Еберхард III фон Андлау (* 1255; † сл. 1313), баща на Рудолф III фон Андлау († 14 октомври 1354/23 юни 1357)
  - Рудолф II фон Андлау (* 1250; † сл. 1307), баща на Петер I фон Андлау († 5 декември 1335)